# Codex Bezae
De Codex Bezae Cantabrigensis (D of 05) is een belangrijk handschrift van het Nieuwe Testament. Het dateert uit de vijfde of zesde eeuw. Het is in hoofdletters (unciaal schrift) geschreven op perkament. Het bevat, zowel in het Latijn als in het Grieks de meeste tekst van de vier Evangeliën, van Handelingen van de Apostelen en een klein fragment van 3 Johannes.

## Inhoud van de Codex Bezae

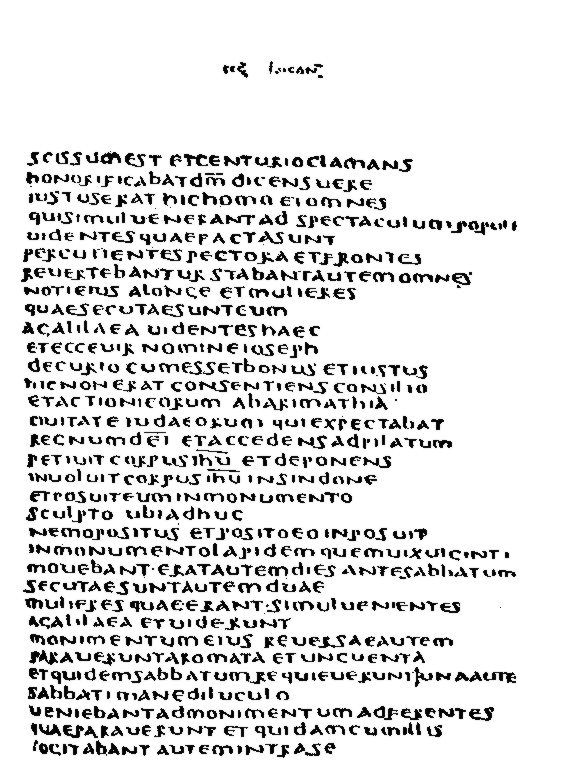
Een stukje Latijnse tekst van de Codex Bezae

Het manuscript geeft de Evangeliën in een ongebruikelijke volgorde weer: Matteüs, Johannes, Lucas en Marcus (als in de Codex Washingtonianus); van deze is alleen het Evangelie volgens Lucas compleet. Na enkele ontbrekende bladzijden gaat het manuscript verder met de derde brief van Johannes en bevat een deel van Handelingen. Er staat één kolom per bladzijde en het heeft 406 bladen, waarschijnlijk waren dat er oorspronkelijk 534. De Griekse bladzijde links staat steeds tegenover een Latijnse bladzijde rechts.
Wat opvalt is dat de eerste drie regels van elk boek zijn geschreven met rode inkt, en de titel van een boek deels met rode en deels met zwarte inkt. Tussen de zesde en de negende eeuw hebben minstens negen correctoren aan het handschrift (document) gewerkt.

## Teksttype
De Griekse tekst is uniek, ze bevat veel ingevoegde gedeelten ('ínterpolaties') die nergens anders gevonden worden, een paar opmerkelijke weglatingen ('omissies') en een grillige neiging om zinnen in andere woorden weer te geven. 
Buiten dit ene Griekse handschrift wordt dit teksttype gevonden in de Oud-Latijnse vertalingen (van voor de Vulgaat), zoals in de Latijnse tekst van dit handschrift, en in de Syrische en Armeense vertalingen. Het is een "Westers" teksttype en het is de enige Griekse getuige van de Westerse tekst. Het handschrift laat de brede verspreiding van dit teksttype zien, dat nog steeds bestond in de 5e en 6e eeuw, toen deze Codex Bezae geschreven werd.
De Latijnse tekst verhoudt zich niet rechttoe rechtaan tot de Griekse tekst en dit heeft voor onenigheid tussen critici gezorgd. Tegenwoordig is men het er over eens dat het Grieks afstamt van een vroege zijtak van de hoofdstroom van de handschriftelijke traditie. De meeste schrijvers overwegen dat de Griekse tekst zich onafhankelijk ontwikkeld heeft, terwijl het Latijn een onhandige poging tot vertaling van het Grieks lijkt, dat vervolgens op zijn beurt werd aangepast aan het Latijn.
Ook in de Bijbelwetenschap heeft deze onderlinge afstemming het gebruik van de Codex Bezae achtervolgd. Over het algemeen wordt de Griekse tekst behandeld als een onbetrouwbare getuige, maar behandeld als "een belangrijke aanvullende getuige, wanneer hij overeenkomt met andere vroege Bijbelse handschriften" zoals een van de hieronder vermelde links openlijk toegeeft. 
Enkele opvallende eigenschappen: Matteüs 16:2,3 zijn aanwezig en worden niet als vals of twijfelachtig aangeduid. Marcus heeft in hoofdstuk 16 het lange slot. Lucas 22:43,44 en het verhaal van Pericope Adultera (Johannes 7:53-8:11) zijn aanwezig en er staat niet bij aangegeven dat deze passages twijfelachtig of vals zouden zijn. Johannes 5:4 ontbreekt. De tekst van Handelingen van de Apostelen is bijna 10% langer dan de algemeen aanvaarde tekst.

## Geschiedenis van de Codex Bezae Cantabrigensis
Men neemt aan dat het manuscript in de negende eeuw te Lyon gerepareerd is. Dit blijkt uit de aparte inkt die gebruikt is voor aanvullende bladzijden. Eeuwenlang is het goed bewaard in de bibliotheek van het klooster van Irenaeus te Lyon.
Het handschrift werd, misschien in Italië, geraadpleegd voor omstreden lezingen op het Concilie van Trente en werd ongeveer terzelfder tijd geraadpleegd voor Robert Estiennes editie van het Nieuwe Testament.
Tijdens de onlusten en godsdienstoorlogen van de 16e eeuw, voelden protestanten de noodzaak van analyse van de tekst en werd het handschrift in 1562 uit Lyon gehaald en aan de protestantse geleerde Theodorus Beza gegeven, een vriend en opvolger van Johannes Calvijn. Beza schonk het aan de universiteit van Cambridge, waaraan het zijn tweede naam dankt. Codex Bezae Cantabrigensis is daar nog steeds in de universiteitsbibliotheek.
De Codex Bezae is zo belangrijk, dat er in 1995 in Lunel, Hérault, een heel congres over werd gehouden. Geleerden bespraken de vele vragen die de Codex Bezae oproept over het gebruik van de Evangeliën en Handelingen van de Apostelen in het vroege christendom, en over de tekst van het Nieuwe Testament.
* Dit artikel is een vertaling van een artikel uit de Engelse Wikipedia.